# ヴェーカナサ経
『ヴェーカナサ経』（ヴェーカナサきょう、巴: Vekhanasa-sutta, ヴェーカナサ・スッタ）とは、パーリ仏典経蔵中部に収録されている第80経。『鞞摩那修経』（びまなしゅきょう）とも。
類似の伝統漢訳経典としては、『中阿含経』（大正蔵26）の第209経「鞞摩那修経」がある。
釈迦が、外道の遊行者ヴェーカナサに仏法を説く。

## 構成

### 登場人物
- 釈迦
- ヴェーカナサ（鞞摩那修）  - 外道の遊行者

### 場面設定
ある時、釈迦はサーヴァッティー（舎衛城）のアナータピンディカ園（祇園精舎）に滞在していた。
そこには外道遊行者ヴェーカナサが訪れ、釈迦に自分は「最高の色」を説くと述べる。釈迦は「最高の美女」の喩えを出しつつ、最高を説いてもそれを披露してみせなければ信用されないと指摘する。
釈迦は五欲（五根）を説き、それを究めることを諭される。
ヴェーカナサは法悦し、三宝への帰依を誓う。

## 日本語訳
- 『南伝大蔵経・経蔵・中部経典3』（第11巻上） 大蔵出版
- 『パーリ仏典 中部（マッジマニカーヤ）中分五十経篇II』 片山一良訳 大蔵出版
- 『原始仏典 中部経典3』（第6巻） 中村元監修 春秋社